# Maculonaclia muscella
Maculonaclia muscella là một loài bướm đêm thuộc phân họ Arctiinae, họ Erebidae.